# ジョン・クレブス

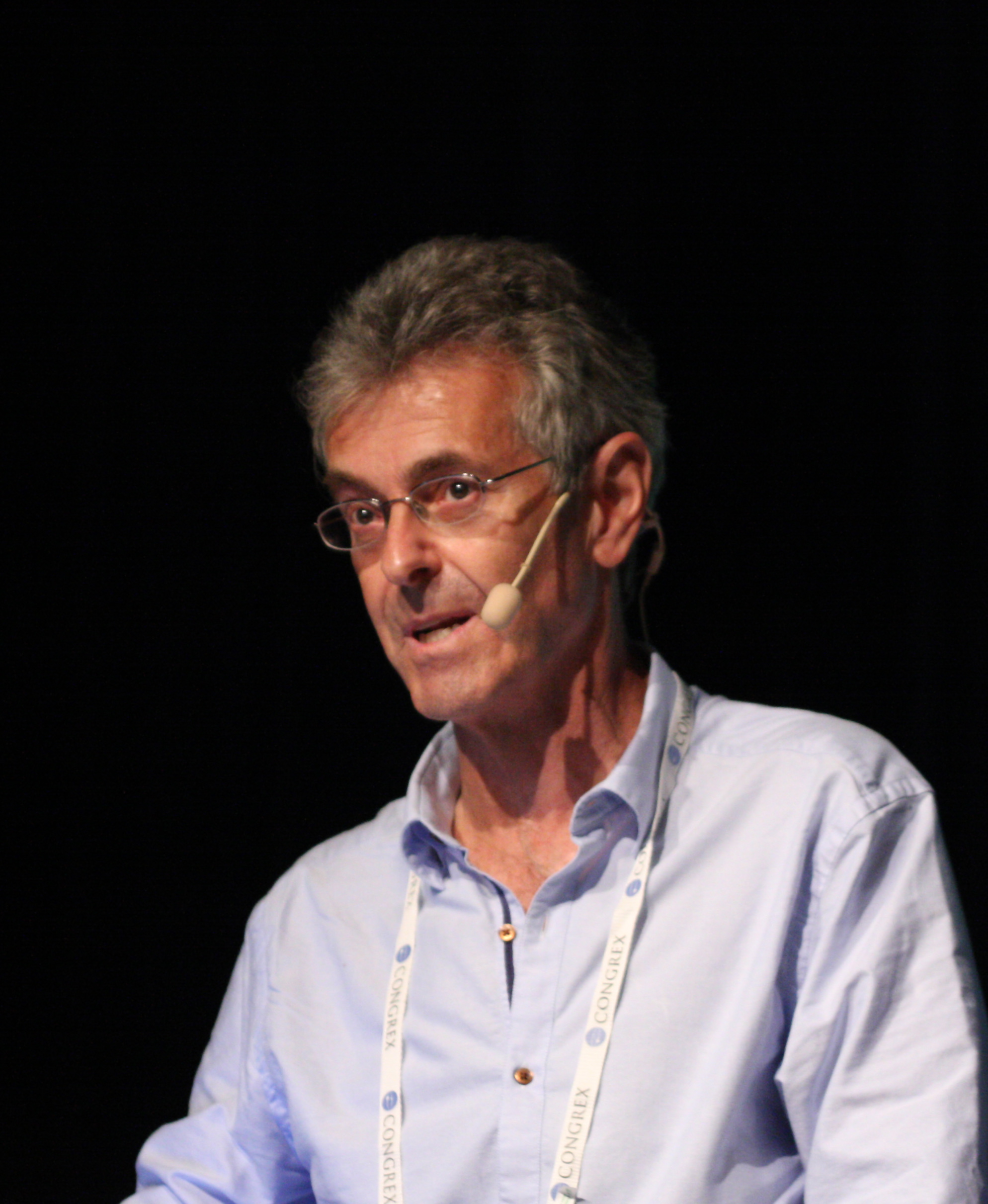

クレブス男爵ジョン・リチャード・クレブス（John Richard Krebs, Baron Krebs  1945年4月11日 - ）は、イギリスの生物学者、鳥類学者。世界的な動物行動学の権威である。オックスフォード大学ジーザス・カレッジの学長を務めている。1999年にナイトに叙された。2000年から2005年までイギリス食糧標準庁の初代長官を務めた。

## 来歴
ドイツの生化学者ハンス・アドルフ・クレブスの息子で、オックスフォードシティ・ハイスクールのあとオックスフォード大学ペンブルック・カレッジで学んだ。1970年に理学博士を取得した。その後ブリティッシュコロンビア大学とバンゴール大学で働き、動物学の准教授としてオックスフォード大学に戻った。同時にウォルフソン・カレッジの研究員となった。1984年に王立協会フェローに選出され、1988年からオックスフォード大学動物学のロイヤルソサエティ研究教授となった。2005年にジーザスカレッジの学長となるまでペンブルックカレッジに所属していた。
クレブスの経歴は生産的で影響が大きかった。彼の専門は鳥類の行動である。彼は130以上の査読付き論文、5冊の本、130以上の様々な出版物の章を執筆している。特にニコラ・デイビスと共に行動生態学の重要なテキストを執筆している。また彼は鳥の採餌行動を予測する最適化モデルを提案した。最近では神経生物学と実験心理学の技法を応用し、鳥の精神的な能力を評価し脳の領域と行動を結び付ける新たな科学的手法を鳥類学に持ち込んだ。
食糧標準庁長官を務めていたときには自然食品運動を批判して次のように述べた。「私と食糧庁の意見では、もし彼らがより多くの栄養や安全を買っていると考えているのなら、（自然食品は）金額に見合う価値は無い。我々はそれを支持する証拠を持っていない。」
現在クレブスはナフィールド生命倫理委員会の議長を務めており、2007年には国立の科学教育センターネットワークの議長に就任する。
2007年2月にイギリス貴族院は彼が無所属の一代貴族となることを発表した。2007年3月に、オックスフォードシャーのワイタムのクレブス男爵となることが発表された。

## 主要な著作

### 書籍（邦訳書）
- 『進化からみた行動生態学』1994年 山岸哲・巌佐庸監訳 蒼樹書房 (原著第3版,1991）

### 書籍
- Stephens, D. W. & Krebs, J. R. (1986) Foraging Theory. Princeton: Princeton University Press.
- Kamil, Alan C., John R. Krebs and H. Ronald Pulliam. (1987) Foraging Behavior, Plenum Press, New York and London.
- Krebs, J. R. & Davies, N.B. (1993) An Introduction to Behavioural Ecology, 4th ed. Oxford: Blackwell.
- Krebs, J. R. & Davies, N.B., eds. (1997) Behavioural Ecology: An Evolutionary Approach, 4th ed. Oxford: Blackwell. (1st ed. 1978.)

### 論文
- Dawkins, R. & Krebs, J. R. (1978). "Animal signals: information or manipulation?", Behavioural Ecology: an evolutionary approach 1st ed. (Krebs, J. R. & Davies, N.B., eds) Blackwell: Oxford, pp 282–309.
- Dawkins, R. & Krebs, J. R. (1979). "Arms races between and within species."  Proceedings of the Royal society of London, B 205:489–511.
- Krebs, J. R. and Dawkins, R. (1984). "Animal signals: mind-reading and manipulation", Behavioural Ecology: an evolutionary approach, 2nd ed (Krebs, J. R. & Davies, N.B., eds), Sinauer: pp 380–402.

### 動画
- クリスマス・レクチャー 食物の秘密I-IV（吹き替え） クリスマス・レクチャー日本講演（2006年） スカパー!サイエンス・チャンネルより